# 하동 경천묘 경순왕 어진
하동 경천묘 경순왕 어진(河東 敬天廟 敬順王 御眞)은 대한민국 경상남도 하동군 청암면 경천묘에 모셔져 있는 신라 경순왕의 어진이다. 2008년 10월 30일 경상남도의 유형문화재 제474호로 지정되었다.

## 개요
현재 경천묘(敬天廟)에 모셔져 있는 이 어진의 인물은 임금이 쓰는 어관(冕旒冠)을 쓰고 있으면서 한편으로는 신하의 예를 갖추는 홀(笏)을 양손에 쥔 형태로 묘사되어 있어 인물의 착의(着衣)에 관해서는 추후 재고(再考)가 필요할 것이다. 그러나 신라의 마지막 임금으로서 고려에 손국(遜國)했던 까닭에 신라 임금의 모습과 고려에 대한 신하의 예를 동시에 갖추고 있는 모습으로 동시에 묘사된 것으로 추정된다. 그리고 제작시기에 관해서는 세밀한 필치와 음영이 표현된 채색 등의 묘사방식과 화풍으로 보아 1677년 이후의 개모기록은 남아 전하고 있지 않지만 1677년 이후 다시 한 번 개모되었으며 개모된 어진은 소실되고, 이 어진은 19세기에 다시 한 번 더 개모된 것으로 사료된다

## 같이 보기
- 경순왕

## 참고 자료
- 하동 경천묘 경순왕 어진 - 국가유산청 국가유산포털